# Park Narodowy Jōshin’etsu Kōgen
Park Narodowy Jōshin’etsu Kōgen (jap. 上信越高原国立公園 Jōshin’etsu Kōgen Kokuritsu Kōen) – park narodowy w Japonii, utworzony 7 września 1949 roku.
Park obejmuje ochroną przyrodę gór Mikuni w środkowej części wyspy Honsiu (Honshū), na granicy regionów: Kantō i Chūbu. Powierzchnia parku wynosi 1481,94 km². Wcześniej park zajmował powierzchnię 1890,62 km², lecz 27 marca 2015 r. z części jego terytorium utworzono Park Narodowy Myōkō-Togakushi Renzan.